# 米哈伊尔·沃罗比约夫
米哈伊尔·彼得罗维奇·沃罗比约夫（俄语：Михаил Петрович Воробьёв，1896年—1957年），达吉斯坦人，苏联首位工程兵元帅。

## 生平
1896年生于俄罗斯帝国高加索總督區哈薩維尤爾特，铁路工程师家庭出身。早年在弗拉季高加索生活。后来在彼得格勒矿业学院学习。1916年应征加入俄羅斯帝國陸軍。参加了第一次世界大战，主要在罗马尼亚方面军战斗。1918年3月，加入工农红军，并参加了内战。1919年加入俄共（布）。
1929年毕业于红军军事技术学院工程系，1932年7月成为教员。1935年成为工程指挥系主任。期间著有《障碍勤务》（1931年），《障碍（构筑，应用，克服）》（1932年），并被列为教材使用。1936年2月17日晋升一级军事工程师。1936年7月至至1940年担任列宁格勒军事工程学校校长。1939年底被派往苏芬战争的前线。1940年6月4日晋升工程兵少将。1940年7月起任工农红军工程兵总监。
1941年6月苏德战争爆发后，担任西部方面军工程部部长。1941年12月开始担任工兵第1集团军司令。参加了斯摩棱斯克防御战。1942年4月开始担任红军工程兵主任。同年夏在斯大林格勒指导建设防御阵，参与斯大林格勒战役。1943年1月，在打破对列宁格勒包围的伊斯卡拉行动中负责协调列宁格勒方面军和沃尔霍夫方面军工程兵的作战行动。1943年春，亲自指导监督库尔斯克弧形防线的建设工作。后半年在下第聶伯河作战期间，对强渡第聂伯河等自然地形的工程保障做出了巨大贡献。1944年2月21日晋升工程兵元帅，为苏联红军中的首位。
战后继续服役，并领导工程兵部队。1952年5月至1954年担任基辅军区工程兵主任。1954年至1956年担任苏联国防部建筑和营房部副部长。1956年调任至波罗的海沿岸军区司令助理，负责建筑和营房。1957年6月12日在莫斯科病逝。葬于新圣女公墓。
获列宁勋章两枚，红旗勋章三枚，一级苏沃洛夫勋章、一级卫国战争勋章、劳动红旗勋章各一枚。奖章多枚。